# Квятковська Тетяна Олександрівна
Квятковська Тетяна Олександрівна (рос. Квятковская Татьяна Александровна; 4 липня 1952, Кривий Ріг) — українська вчена у галузі медицини, докторка медичних наук, професорка кафедри урології, оперативної хірургії та топографічної анатомії Дніпропетровської медичної академії.

## Життєпис
Квятковська (Черненко) Тетяна Олександрівна народилася 4 липня 1952 р. у м. Кривий Ріг Дніпропетровської області. У 1975 р. закінчила Дніпропетровський медичний інститут з відзнакою. З 1975 р. працювала асистентом, доцентом, професором кафедри оперативної хірургії та топографічної анатомії Дніпропетровського медичного інституту, професором кафедри урології, оперативної хірургії і топографічної анатомії Дніпропетровської медичної академії. У 1981 р. захистила кандидатську дисертацію «Морфологічний і функціональний стан нирок і верхніх сечових шляхів після уретероцистонеостоміі», у 1990 р. — докторську дисертацію «Клініко-експериментальне обґрунтування патогенетичного лікування порушень уродинаміки верхніх сечових шляхів».

## Науковий доробок
Автор понад 300 наукових публікацій, 6 монографій, 3 інформаційних листа, 6 винаходів і патентів, 34 навчальних та навчально-методичних посібників з питань клінічної та експериментальної урології, ультразвукової діагностики, оперативної хірургії та топографічної анатомії, розробки і дослідження нових урологічних діагностичних систем.
Основні наукові праці:
- Квятковська Т. О. Хірургічний інструментарій: Навчальний посібник. — Дніпропетровськ: Арт-Прес, 2002. — 56 с. [Архівовано 30 Жовтня 2020 у Wayback Machine.]
- Квятковский Е. А., Квятковская Т. А. Ультрасонография и допплерография в диагностике заболеваний почек. — Днепропетровск: Новая идеология. — 2005. — 318 с. [Архівовано 30 Жовтня 2020 у Wayback Machine.]
- Квятковская Т. А. Строение и функция верхних мочевых путей. — Днепропетровск: Днепр-VAL, 2009. — 416 с. [Архівовано 30 Жовтня 2020 у Wayback Machine.]
- Квятковская Т. А., Квятковский Е. А. Гидроцеле. — Днепропетровск: Герда, 2014. — 196 с. [Архівовано 13 Жовтня 2020 у Wayback Machine.]
- Квятковская Т. А., Квятковский Е. А., Квятковский А. Е. Урофлоуметрия: монография. Днепр: Лира, 2019. 276 с. [Архівовано 30 Жовтня 2020 у Wayback Machine.]
- Эндопротезирование тазобедренного сустава / Под ред. проф. А. Е. Лоскутова. — Д.: Лира, 2010. — 344 с.
- Квятковська Т.О, Фролов О. А., Короленко Г. С. Структурні зміни оболонок яєчка при гідроцеле // Морфологія. — 2007. — Т. 1., № 1. — С. 76-80.
- Квятковская Т. А. Ультраструктурная организация клеток мышечной оболочки верхних мочевых путей в норме и при уретерогидронефрозе // Урологія. — 2010. — № 1. — С. 13-19.
- Квятковская Т. А., Квятковский А. Е., Квятковский Е. А. Значение параметров урофлоуметрии при обследовании больных с доброкачественной гиперплазией предстательной железы в различных возрастных группах // Урологія. — 2012, № 1. — С. 34-41.[недоступне посилання з жовтня 2019]
- Квятковская Т. А., Квятковский Е. А. Состояние уродинамики нижних мочевых путей при циститах у женщин по данным урофлоуметрии // Урологія. — 2015. — № 3. — С. 99-103.
- Квятковская Т. А., Квятковский Е. А. Состояние уродинамики нижних мочевых путей по данным урофлоуметрии в различные сроки нормально протекающей беременности // Урологія. — 2016. — № 2. — С. 14-17.
- Квятковский А. Е., Квятковский Е. А., Квятковская Т. А. Автоматическая классификация результатов урофлоуметрии методом машинного обучения // Урологія. — 2019. — № 3. — С. 282—283.

## Наукова діяльність
Наукові дослідження присвячені вивченню морфологічних аспектів та патогенезу захворювань органів сечостатевої системи, розробці патогенетичних і хірургічних способів лікування, дослідженню можливостей сучасних способів діагностики захворювань сечових органів (ультразвукова допплерометрія сечовідно-міхурових викидів, артеріальних і венозних судин нирки всіх рівнів), розробці і дослідженню нових діагностичних систем (урофлоуметр, уродинамічна система, розробник О. Є. Квятковський).
- На основі методів скануючої і трансмісійної електронної мікроскопії, електрофізіології, біомеханіки, рентгеноструктурного аналізу, урорентгенокінематографії описала особливості спірального ходу м'язових шарів ниркової миски і сечоводу та запропонувала удосконалену модель їх скорочувальної функції, розробила спосіб відведення біопотенціалів від ниркової миски в експерименті, дослідила пейсмекерну функцію ниркової миски, закономірність розповсюдження біоелектричних потенціалів від ниркових чашечок до сечового міхура та дослідила морфологічний субстрат автоматизму верхніх сечових шляхів. Розробила спосіб імпедансної уретерографії для дослідження переміщення болюсу сечі у сечоводі, розробила та дослідила в експерименті на тваринах штучний імплантований пейсмекер верхніх сечових шляхів, спосіб уретероцистонеостомії. Дослідила біомеханічні властивості сечоводів.
- Застосувала електроімпульсну стимуляцію верхніх сечових шляхів високочастотними модульованими токами у хворих при уретерогідронефрозі та після реконструктивних операцій з лікувально-діагностичною метою.
- Вперше в Україні з співавторами (Квятковський Є. А., Куцяк Т. Л.) дослідила та впровадила в практику ультразвукову допплерометрію сечовідно-міхурових викидів, уперше застосувала комплексне ультразвукове дослідження ниркових артерій, вен, їх розгалужень та сечовідно-міхурових викидів як важливого неінвазивного методу оцінки уродинаміки верхніх сечових шляхів та функції нирок, на основі якого розробила алгоритми ультразвукової діагностики гострих та хронічних обструктивних уропатій і пієлонефриту. Запропонувала допплерометричні індекси для ультразвукової оцінки венозного кровотоку в нирках.
- Вперше провела морфологічні дослідження впливу на яєчко склеротерапії як малоінвазивного способу лікування гідроцеле в порівнянні з оперативними способами лікування; дослідила роль гідатиди яєчка в патогенезі гідроцеле. Вперше за допомогою скануючої електронної мікроскопії виявила стоматит в парієтальному листку вагінальної оболонки яєчка.
- Описала загальні закономірності та особливості будови мікрорельєфу фіброзних капсул різних паренхіматозних органів та кавернозних тіл відносно їх біомеханічних навантажень.
- Разом з кандидатом медичних наук лікарем-урологом Євгеном Аркадійовичем Квятковським, який першим в Україні застосував та узагальнив у літературі використання ультразвукової діагностики захворювань нирок на амбулаторному прийомі уролога (1985,1986 рр.), займається уродинамічними дослідженнями нижніх сечових шляхів та впровадженням уродинамічної техніки, розробленої Олександром Євгеновичем Квятковським.

## Цікаві факти
Батько професора Квятковської Т. О. Черненко Олександр Романович (1924—1996) — доктор технічних наук, професор, віце-президент Академії гірничих наук України, директор науково-дослідного гірничорудного інституту (1977—1993, м. Кривий Ріг).
Син професора Квятковської Т. О. Квятковський Олександр Євгенович (1988 р.н.) — програміст, розробник апаратури для уродинамічних досліджень:
- вітчизняного урофлоуметра «Поток-К» [Архівовано 23 Березня 2022 у Wayback Machine.] (2009 р.), який за метрологічними показниками, кількістю параметрів (9 параметрів) та якістю програмного забезпечення не поступається закордонним аналогам, має елементи автоматичного аналізу результатів досліджень, застосовується для дослідження нижніх сечових шляхів як у дорослих, так і дітей та знаходить визнання серед урологів;
- першої вітчизняної уродинамічної системи «Поток-К» (2011 р.), що дозволяє виконувати цистометрію, дослідження «тиск-потік» (цистометрію разом з урофлоуметрією), та цистометрію разом з електроміографією м'язів тазового дна;
- першого вітчизняного урофлоуметра для домашнього та амбулаторного моніторингу [Архівовано 23 Березня 2022 у Wayback Machine.] (2014 р.), призначеного для цілодобового дослідження параметрів потоку сечі при сечовипусканні в природних для пацієнта умовах.